# Pendragon Castle
Pendragon Castle är ett slott i Storbritannien.   Det ligger i grevskapet Cumbria och riksdelen England, i den centrala delen av landet, 400 km norr om huvudstaden London. Pendragon Castle ligger 249 meter över havet.
Terrängen runt Pendragon Castle är huvudsakligen lite kuperad. Pendragon Castle ligger nere i en dal. Runt Pendragon Castle är det ganska glesbefolkat, med 36 invånare per kvadratkilometer. Närmaste större samhälle är Sedbergh, 16,2 km sydväst om Pendragon Castle. Omgivningarna runt Pendragon Castle är en mosaik av jordbruksmark och naturlig växtlighet.